# باشگاه فوتبال لائوتوکا
باشگاه فوتبال لائوتوکا یک باشگاه فوتبال حرفه‌ای اهل فیجی است که در لائوتوکا واقع شده است و در لیگ برتر فیجی رقابت می‌کند. ورزشگاه خانگی آنها چرچیل پارک است. این باشگاه در سال ۱۹۳۴ تشکیل شد.

## تاریخچه
اتحادیه فوتبال لائوتوکا در سال ۱۹۳۴ تحت رهبری جان بایرگی تشکیل شد. در سال ۱۹۶۱، لائوتوکا به اتحادیه فوتبال فیجی پیوست.
لائوتوکا رکورد بیشترین گل زده در فینال مسابقات قهرمانی بین منطقه‌ای (ای‌دی‌سی) را دارد. لائوتوکا یک سال در فینال ها با نتیجه ۶–۰ و یک سال دیگر ۷–۰ با را شکست داد و همچنین در یکی از فینال ها با نتیجه ۷–۱ سووا را شکست داد. این رکورد تا به امروز دست نخورده باقی مانده است.
لائوتوکا همچنین اولین تیمی است که ۳ سال متوالی برنده ای‌دی‌سی شده است. آنها همچنین با قرار گرفتن در رتبه اول جدول لیگ ملی فیجی و همچنین شکست ناپذیر ماندن در کل مسابقات به لیگ قهرمانان اقیانوسیه ۱۰–۲۰۰۹ واجد شرایط شدند.

## افتخارات
- لیگ برتر فیجی: ۶ قهرمانی
- جام بین منطقه‌ای فیجی: ۱۸ قهرمانی
- جام نبرد غول‌ها: ۲ قهرمانی
- مسابقات قهرمان درمقابل قهرمان: ۲ قهرمانی

## حضور در رقابت‌های بین‌المللی
- لیگ قهرمانان اقیانوسیه:
  - ۱۰–۲۰۰۹: مرحله گروهی
  - ۱۱–۲۰۱۰: مرحله گروهی
  - ۲۰۱۸: نایب قهرمانی
  - ۲۰۱۹: مرحله گروهی